# Latrodectus renivulvatus
Latrodectus renivulvatus is een spin uit de familie der kogelspinnen. Ze komt enkel voor in het oosten en centrale deel van Zuid-Afrika vandaar de naam.
Op het abdomen heeft deze spin kleine rode strepen en punten. De rest van het cephalothorax is compleet zwart. Het abdomen eindigt in een spitse punt, waar de spintepels zitten.